# Уайнорски, Джим
Джим Уайнорски (англ. Jim Wynorski; род. 14 августа 1950, Нью-Йорк, Нью-Йорк) — американский режиссёр, сценарист и продюсер. Работает в области низкобюджетного кино.

## Биография
Джим Уайнорски родился 14 августа 1950 года в городке Глен-Ков, штат Нью-Йорк (на Лонг-Айленде).
Начал свою карьеру в отделе маркетинга кинокомпании Роджера Кормана New World Pictures, где проявил себя, в частности, созданием запоминающегося трейлера к итальянскому хоррору «Остров чудовищ» (1979, итал. L’isola degli uomini pesce, в прокате США — Screamers) — подготовленный им ролик не содержал ни одного кадра из оригинальной ленты. Затем продолжил сотрудничество с Корманом, работая в его кинокомпаниях Concorde Pictures и New Horizons в качестве сценариста и режиссёра. Во второй половине 1980-х отметился постановкой ряда сиквелов к кормановской продукции, таких, как «Нехорошая мамаша 2» (1987), «Охотник за смертью 2» (1987) и др. В 1988 году выиграл пари, что сумеет поставить ремейк кормановского хоррора 1957 года «Не с этой Земли» (Not of This Earth), придерживаясь оригинального расписания съёмок и уложившись в тот же бюджет (учитывая показатель инфляции). В этом фильме, известном в России под названием «Из другого мира», главную роль исполнила бывшая порноактриса Трэйси Лордз (первый мейнстримный фильм в её карьере). В основном снимает картины, которые выходят сразу на видео или на телевидении, минуя киноэкраны. Известен высоким темпом работы. По данным IMDb, его фильмография насчитывает порядка 107 фильмов. Часто использует псевдонимы (Джей Эндрюс, Г. Р. Блюберри и другие).

## Избранная фильмография
- 1984 — Потерянная империя / The Lost Empire
- 1986 — Роботы-убийцы / Chopping Mall
- 1987 — Ловчий смерти 2: Битва титанов / Deathstalker 2: Duel of the Titans
- 1987 — Нехорошая мамаша 2 / Big Bad Mama II
- 1988 — Из другого мира / Not of This Earth
- 1989 — Возвращение болотной твари / The Return of Swamp Thing
- 1989 — Поворот на Трансильванию / Transylvania Twist
- 1990 — Возвращение Сатаны / The Haunting of Morella
- 1990 — Резня в женской общаге 2 / Sorority House Massacre II
- 1990 — Тяжело умирать / Hard to Die
- 1992 — Телефон дьявола 2 / 976-Evil II
- 1992 — Манчи / Munchie
- 1993 — Греховное желание / Sins of Desire
- 1993 — Пропала маленькая миллионерша / Little Miss Millions
- 1994 — Манчи наносит ответный удар / Manchie Strikes Back
- 1994 — Остров динозавров / Dinosaur Island
- 1994 — Химия тела 3: Точка соблазна / Point of Seduction: Body Chemistry III
- 1994 — Гоблины 4 / Ghoulies IV
- 1995 — Колдунья / Sorceress
- 1995 — Жертва страсти / Victim of Desire
- 1995 — Трудная добыча / Hard Bounty
- 1995 — Женщина-оса / The Wasp Woman
- 1995 — Химия тела 4 / Body Chemistry 4: Full Exposure
- 1996 — Тротиловая школа / Demolition High
- 1996 — Вампирелла / Vampirella
- 1997 — Против закона / Against the Law
- 1999 — Последний круиз / Final Voyage
- 2000 — Рейнджеры / Rangers
- 2000 — Ведьма из Блэр: Секс версия / The Bare Wench Project
- 2000 — Погоня за украденной боеголовкой / Militia
- 2000 — Универсальный агент / Agent Red
- 2001 — Точка падения / Crash Point Zero
- 2001 — В огне / Ablaze
- 2001 — Вендетта в полночь / Thy Neighbor’s Wife
- 2001 — Раптор / Raptor
- 2002 — Чужой / Project Viper
- 2002 — Цунами / Gale Force
- 2003 — Резня болельщиц / Cheerleader Massacre
- 2004 — Проклятье острова Комодо / Curse of the Komodo
- 2004 — Гаргульи / Gargoyle: Wings of Darkness
- 2004 — Тварь из бездны / The Thing Below
- 2005 — Аварийная посадка / Crash Landing
- 2005 — Ниже нуля / Sub Zero
- 2005 — Комодо против кобры / Komodo vs. Cobra
- 2006 — Ударная волна / A.I. Assault
- 2007 — Пожиратель / Bone Eater
- 2007 — Дом на Холме Сисек / House on Hooter Hill
- 2009 — Огонь из преисподней / Fire from Below
- 2010 — Динокрок против динозавра / Dinocroc vs. Supergator
- 2011 — Верблюжьи пауки / Camel Spiders
- 2012 — Пираньяконда / Piranhaconda
- 2015 — Акулы на свободе / Sharkansas Women’s Prison Massacre
- 2017 — Несси и я / Nessie & Me